# Harvard Law School
Harvard Law School (znana też jako Harvard Law albo HLS) – jeden z wydziałów Uniwersytetu Harvarda, w Cambridge w stanie Massachusetts. 
Założona w 1817, jest najstarszą stale działającą szkołą prawniczą w Stanach Zjednoczonych i jedną z najbardziej prestiżowych na świecie. Zajmuje trzecie miejsce w rankingu U.S. News & World Report. Wskaźnik akceptacji podań o przyjęcie na rok 2021 wyniósł 12,8% (czyli prawie osiem osób na jedno miejsce). Szkoła zajmuje pierwsze miejsce na świecie w QS World University Rankings i  Akademickim Rankingu Uniwersytetów Świata w 2017.